# Fjärås station
Fjärås station är en tätort (före 2015 småort) i Fjärås socken i Kungsbacka kommun, Hallands län. 

## Befolkningsutveckling
| Befolkningsutvecklingen i Fjärås station 2015–2020                                    | Befolkningsutvecklingen i Fjärås station 2015–2020 | Befolkningsutvecklingen i Fjärås station 2015–2020 | Befolkningsutvecklingen i Fjärås station 2015–2020 | Befolkningsutvecklingen i Fjärås station 2015–2020 |
| ------------------------------------------------------------------------------------- | -------------------------------------------------- | -------------------------------------------------- | -------------------------------------------------- | -------------------------------------------------- |
|                                                                                       |                                                    |                                                    |                                                    |                                                    |
| År                                                                                    |                                                    |                                                    | Folkmängd                                          | Areal (ha)                                         |
| 2015                                                                                  | 2015                                               |                                                    | 200                                                | 67                                                 |
| 2020                                                                                  | 2020                                               |                                                    | 214                                                | 72                                                 |
| Anm.: Ny tätort 2015. Var tidigare en småort som 2010 hade 139 invånare på 34 hektar. |                                                    |                                                    |                                                    |                                                    |